# Schönberg (Holstein)
Pour les articles homonymes, voir Schönberg.
Schönberg (Holstein) est une commune allemande de l'arrondissement de Plön, dans le Land de Schleswig-Holstein. En 2008 elle a rejoint l'Amt Probstei.

## Géographie
La commune se situe sur la mer Baltique, à environ 20 km de Kiel et 30 de Plön. Elle regroupe les quartiers de Neuschönberg, Schönberger Strand, Brasilien, Kalifornien et Holm. Le nom de Kalifornien vient du nom d'un navire échoué sur la plage.
De 1914 à 1975, la station balnéaire était desservie par une ligne depuis Kiel.

## Histoire
En 1226, Adolphe IV de Holstein offre le terrain à l'abbaye de Preetz. Ce terrain s’appellera Probstei, car sous l'administration d'un prévôt (« Probst » en allemand). De 1245 à 1250, le prévôt Friedrich fonde le village de « Sconeberg », « belle montagne ». Auparavant, il y avait probablement des colons slaves, leurs descendants restent libres et ne paient pas l'impôt à l'abbaye. Le village bâtit une muraille et deux portes pour se défendre. La chapelle Saint-Georges est construite en 1220 et détruite par les inondations lors d'une tempête, ses fonts baptismaux se trouvent sous le clocher de l'église luthérienne évangélique.
Le 10 février 1625, une tempête inonde le Probstei. Elle est mortelle pour la population, car il n'y a pas de digue sur la plage.
Dans la nuit du 2 au 3 août 1779, une grande partie du village et l'église luthérienne (sans doute en bois) brûlent. La reconstruction est rapide grâce aux dons des paysans de Barsbek. L'église baroque, dont l'élévation est dirigée par Johann Adam Richter, un élève d'Ernst Georg Sonnin, qui a aussi bâti l'église de Kappeln, est ouverte le 22 septembre 1782. En reconnaissance à Barsbek, un poisson est placé au sommet du clocher.
En 1872, l'inondation de la mer Baltique cause des dégâts considérables et amène à la construction d'une digue.

## Jumelages
- Älvdalen (Suède) depuis 1975
- Haljala (Estonie) depuis le 2 avril 1992
- Eldridge (États-Unis) depuis juin 2000

Par ailleurs, Schönberg parraine Trappen, alors commune de la province de Prusse-Orientale, devenue aujourd'hui quartier de la commune d'Aleksandra Kosmodemianskogo, dans l'oblast de Kaliningrad, en Russie.